# Dacne
Dacne é um género de coleópteros da família Erotylidae.